# Adam Afzelius
Adam Afzelius (Larv, Västergötland; 8 de octubre de 1750 - Upsala, 20 de enero de 1837) fue un botánico, entomólogo y micólogo sueco, uno de los diecisiete apóstoles de Linneo.

## Biografía
Afzelius nació en Larv en Västergötland en 1750. Trabajó como profesor de lenguas orientales en la Universidad de Upsala en 1777, y en 1785 profesor de prácticas de Botánica. Desde 1792 pasó varios años en la costa occidental de África, y en 1797-1798 trabajó como secretario de la embajada sueca en Londres. A la vuelta a Suecia, fundó el Instituto linneano de Upsala en 1802, y en 1812 llegó a ser profesor de materia médica en la Universidad.
Murió en Upsala en 1837.
Su hermano, Johan Afzelius fue profesor de Química en Upsala; y otro hermano, Pehr von Afzelius (el "von" fue añadido cuando se le concedió la condición de Noble), quien llegó a ser profesor de medicina en la Universidad de Upsala en 1801, se distinguió como profesor médico y en la práctica de la medicina.

## Obras
- Genera plantarum guineensium. Upsala, 1804
- De Rosis Svecanis, Upsala, 11 fascs. 1804-1813
- Stirpium in Guinea medicinalium species novae. Public. 1818
- Egenhändiga anteckningar af Carl Linnaeus om sig sielf med anmärkningar och tillägg (Notas manuscritas de Carlos Linneo sobre sí mismo con notas y adiciones), Upsala, Palmblad, 1823
- Stirpium in Guinea medicinalium species cognitae. Public. 1825
- Afzelius publicó la autobiografía de Carlos Linneo, en alemán, Berlín 1826

## Epónimos
Géneros
- (Caesalpiniaceae) Afzelia Sm.[1]
- (Scrophulariaceae) Afzelia J.F.Gmel.[2]

Especies
Más de 120 se nombraron en su hnor, entre ellas:
- (Acanthaceae) Barleria afzelii Lindau[3]
- (Apocynaceae) Ichnocarpus afzelii Roem. & Schult.[4]
- (Anacardiaceae) Fegimanra afzelii Engl.[5]
- (Araceae) Anubias afzelii Schott[6]
- (Asclepiadaceae) Periploca afzelii G.Don[7]
- (Asclepiadaceae) Secamone afzelii (Roem. & Schult.) K.Schum.[8]
- (Aspleniaceae) Asplenium afzelii H.Rosend.[9]
- (Asteraceae) Microglossa afzelii O.Hoffm.[10]
- (Balanophoraceae) Ditepalanthus afzelii Fagerl.[11]
- (Burseraceae) Dacryodes afzelii (Engl.) H.J.Lam[12]
- (Capparaceae) Ritchiea afzelii Gilg[13]
- (Celastraceae) Elaeodendron afzelii Loes.[14]
- (Clusiaceae) Garcinia afzelii Engl.[15]
- (Connaraceae) Connarus afzelii R.Br. ex Planch.[16]
- (Convolvulaceae) Ipomoea afzelii Choisy[17]
- (Cyperaceae) Cyperus afzelii Boeckeler[18]
- (Dracaenaceae) Pleomele afzelii N.E.Br.[19]
- (Dryopteridaceae) Dryopteris afzelii C.Chr.[20]
- (Ochnaceae) Monelasmum afzelii Tiegh.[21]
- (Opiliaceae) Urobotrya afzelii (Engl.) Stapf ex Hutch. & Dalziel[22]
- (Poaceae) Rottboellia afzelii Hack.[23]
- (Pteridaceae) Acrostichum afzelii Carruth.[24]
- (Ranunculaceae) Ranunculus afzelii (Rasch) Ericsson[25]
- (Rhizophoraceae) Cassipourea afzelii Alston[26]
- (Rubiaceae) Argocoffea afzelii (Hiern) J.-F.Leroy[27]